# توپ‌های خشم
توپ‌های خشم (انگلیسی: Balls of Fury) فیلمی در ژانر کمدی و رزمی است که در سال ۲۰۰۷ منتشر شد.

## خلاصه فیلم
"رندی دایتونا" بازیکن سابق پینگ پونگ توسط اف‌بی‌آی انتخاب می‌شود تا ماموریتی مخفی را انجام بدهد.او مصمم است تا این ماموریت را با موفقیت به پایان برساند و قاتل پدرش را نابود کند...

## بازیگران
- دن فوگلر
- کریستوفر واکن
- جرج لوپز
- مگی کیو
- رابرت پاتریک
- آیشا تایلر
- کری هیرویوکی تاگاوا
- دایدریچ بیدر
- جیمز هنگ
- جیسون اسکات لی
- تری کروس
- توماس لنون